# دواين مورغان
دواين مورغان هو شاعر كندي، ولد في 15 أكتوبر 1974 في تورونتو في كندا.

## وصلات خارجية
- الموقع الرسمي
- دواين مورغان على موقع IMDb (الإنجليزية)